# AMPRNet
AMPRNet, en förkortning av Amateur Packet Radio Network, är ett TCP/IP-baserat nätverk för radioamatörer.
Under 1970-talet lyckades KA6M, Hank Magnuski, registrera hela 44-nätet för amatörradiobruk. Detta ger radioamatörer runt om i världen över 16 miljoner IP-nummer för bruk i AMPRNet.
Hälften av dessa IP-adresser har reserverats för amerikanska radioamatörer. Svenska radioamatörer har allokerats ett IPv4-subnät av B-klass, närmare bestämt 44.140.0.0/16 (vilket ger 216 = 65536 unika adresser). Stöd för IPv6 är på väg.
Nätet administreras idag av ett stort antal lokala radioamatörer. För en komplett lista över koordinatorer hänvisas till www.ampr.org/amprnets.txt